# Saint-Sauveur-le-Vicomte

Saint-Sauveur-le-Vicomte este o comună în departamentul Manche, Franța. În 1 ianuarie 2022 avea o populație de 2.088 de locuitori.